# Masoveria del Noguer
La Masoveria del Noguer és una masia de Viladrau (Osona) inclosa a l'Inventari del Patrimoni Arquitectònic de Catalunya.

## Descripció
Masia de planta rectangular (12x6) coberta a dues vessants amb el carener paral·lel a la façana situada a llevant, tret d'un cos alçat central, el qual presenta el carener perpendicular a la dita façana. Consta de baixos, planta i primer pis (cos alçat) i està parcialment adossada al pendent del terreny pel sector E. Presenta ràfecs a tot vol, i totes les obertures emmarcades amb estuc simulant totxos. La façana principal presenta un portal rectangular central, al qual s'accedeix per mitjà de sis graons, i tres finestres rectangulars; i al primer pis una finestra d'arc angular sota el carener. La façana N presenta tres pilars de totxo emmarcant tres finestres cegues. A la façana O es pot observar l'assentament en el pendent, i presenta als baixos un portal rectangular al sector N, i dues espieres a la planta una finestra central i un parell de finestra geminades per banda; una finestra central sota el carener al primer pis. La façana S està adossada a la cabana de la masoveria.
Cabana de planta rectangular (15x10) coberta a dos vessants amb el carener paral·lel a la façana situada a llevant, per on està adossat parcialment al pendent del terreny. Consta de baixos, planta i porxos. La façana principal presenta a la planta una gran entrada lateral amb llinda de roure datada (1935) i una finestra amb reixa de forja al costat. Al primer pis hi ha una finestra i un portal al qual s'accedeix per un pont que uneix el mur lateral amb la cabana i que dona al porxo. La façana N està adossada a la masoveria. La façana S presenta un portal als baixos (corts) dues finestres a la planta, un badius amb barana de ferro i cinc pilars de totxo que sostenen les bigues. La façana O presenta dues finestres a la planta, un badiu al sector S i dos portals al costat.
Vaqueria. Edifici de planta rectangular (17x7) coberta a dos vessants amb el carener paral·lel a la façana de ponent. Pels sectors S i E està parcialment adossat als murs que anivellen el terreny. Presenta grans ràfecs a tot vol amb decoracions de fusta. Consta de planta i pallissa. Els angles i tots els emmarcaments de les obertures són de totxo i amb arc rebaixat. La façana principal presenta a la planta dos portals rectangulars al centre i dos parells de finestres amb pilar central a banda i banda. Al primer pis hi ha tres finestres centrals, sota les que podem observar-hi un cap de vaca esculturat i dues finestres més als laterals. La façana S, parcialment adossada al terraplè i amb el mur arrebossat i emblanquinat presenta dues obertures, un portal a peu pla que dona a la pallissa i un òcul rodó sota el carener. La façana E és cega i està unida al mur lateral per un ample corredor cobert a un vessant (actualment utilitzat com a garatge agrícola) la façana N presenta a la planta un portal i dues finestres laterals, l'una tapiada i l'altra tapada pel cobert i a la pallissa dues finestres amb pilar central sota de les quals hi ha una placa en gres vermell escripturada i datada (1893) i un òcul sota el carener.

## Història
Edifici del segle xix relacionat amb l'antic mas el Noguer, que probablement formava part dels 82 masos que existien en el municipi pels volts de 1340, segons consta en els documents de l'època. El trobem registrat en els fogatges de la "Parròquia i terme de Viladrau fogajat a 6 de octubre 1553 per Joan Masmiguell balle com apar en cartes 230", juntament amb altres 32 que continuaven habitats després del període de pestes, on consta un tal "Joan Noguera". Els actuals propietaris no mantenen la cognominació d'origen.